# RABEPK
RABEPK‏ (Rab9 effector protein with kelch motifs) هوَ بروتين يُشَفر بواسطة جين RABEPK في الإنسان.